# Dschanah ad-Daula
Dschanah ad-Daula Hussein ibn Mulaib (DMG Ǧanāḥ ad-Dawla Ḥusayn ibn Mulāʿib; † 1. Mai 1103 in Homs) war ein Atabeg im Dienst der Seldschuken und ein Fürst von Homs. In der Geschichtsschreibung ist er fast ausschließlich unter seinem Ehrennamen (laqab) bekannt.

## Leben
Dschanah ad-Daula wurde einst vom Seldschukenemir von Syrien Tutusch I. († 1095) zum Atabeg dessen ältesten Sohnes Radwan bestellt. Der Tod des Emirs hat bei ihm allerdings persönliche Machtambitionen geweckt, indem er die nun verwitwete Mutter Radwans geheiratet und selbst die Macht in Aleppo an sich gerissen hat. Radwan verbündete sich gegen ihn mit Yaghi-Siyan und gemeinsam konnten sie den alten Atabeg aus Aleppo vertreiben. Dschanah ad-Daula konnte sich darauf aber der Burg von Homs bemächtigen, die er zur Residenz eines eigenen Fürstentums machte.
1098 beteiligte sich Dschanah ad-Daula im Heer des Kerboga im Kampf um Antiochia gegen die Kreuzritter. 1102 unternahm er einen Versuch zum Entsatz des belagerten Tripolis, doch wurde sein Heer von Raimund von Saint-Gilles geschlagen. Als der Franke darauf Hisn al-Akrād (Krak des Chevaliers) in Belagerung versetzte, beabsichtigte Dschanah ad-Daula auch diese Burg zu entsetzen, doch dazu kam es nicht mehr. Am 1. Mai 1103 wurde er nach dem Freitagsgebet zum Auftakt des Feldzugs beim Verlassen der großen Moschee von Homs von drei persischen „Batiniten“ erdolcht. Angeführt wurden diese von einem „Alten“ (šaiḫ), bei dem es sich wohl um den „weisen Astrologen“ gehandelt haben muss, der Anführer dieser schiitischen Gruppe in Syrien. Dieser wiederum hat der Entourage von Radwan in Aleppo angehört, weshalb dieser in der öffentlichen Meinung als eigentlicher Auftraggeber der Tat verdächtigt wurde. 
Das auf Dschanah ad-Daula ausgeführte Attentat war der erste Anschlag in Syrien, der von der schiitischen Splittergruppe der Nizariten begangen wurde, die bei muslimischen Autoren jener Zeit als „Batiniten“ bekannt waren und die von den Christen später als „Assassinen“ bezeichnet wurden. Auf dem Anschlag ist in Homs eine Anarchie ausgebrochen, in der es zu einem Pogrom gegen die dortige Nizaritengemeinde gekommen ist. Dschanah ad-Daulas Witwe hat ihren Sohn Radwan dazu eingeladen, die Herrschaft in Homs zu übernehmen, doch dessen in Damaskus herrschender Halbbruder Duqaq und dessen Atabeg Tughtigin haben schneller gehandelt und die Stadt samt Burg vor ihm besetzt.